# Горішній Окол
Горішній Око́л (болг. Горни Окол) — село в Софійській області Болгарії. Входить до складу общини Самоков.

## Населення
За даними перепису населення 2011 року у селі проживали 197 осіб, з них 193 особи (99,0%) — болгари.
Розподіл населення за віком у 2011 році:
Динаміка населення: